# Соната для скрипки і фортепіано № 8 (Бетховен)
Соната № 8 для скрипки і фортепіано, до мінор, Людвіга ван Бетховена — третя з трьох скрипкових сонат Opus 30, написана у 1801–1802 роках і присвячена російському царю Олександру І. Складається з трьох частин:
1. Allegro assai
2. Tempo di minuetto, ma molto moderato e grazioso
3. Allegro vivace

Триває близько 18 хвилин.